# Tribunal de Justicia de la Comunidad Andina
El Tribunal de Justicia de la Comunidad Andina (TJCA), antiguamente llamado Tribunal de Justicia del Acuerdo de Cartagena, actúa como órgano jurisdiccional de la Comunidad Andina. Tiene la responsabilidad de administrar justicia de acuerdo a los acuerdos entre los estados que conforman la Comunidad Andina y los principios rectores que emanan de los derechos humanos y el respeto a la dignidad humana. Fue creado el 28 de mayo de 1979. Su sede se encuentra en Quito, Ecuador.

## Historia
Este órgano jurisdiccional de la Comunidad Andina nace el 28 de mayo de 1979, mediante la suscripción del Tratado de Creación del Tribunal de Justicia del Acuerdo de Cartagena. Luego de un largo proceso de instalación y ratificación, se establece su sede en la ciudad de Quito, Ecuador. Posteriormente, mediante el Protocolo de Cochabamba suscrito el 28 de mayo de 1996, cambió su nombre a “Tribunal de Justicia de la Comunidad Andina”. Es de carácter permanente y comunitario, y fue instituido para declarar la legalidad del derecho de la Comunidad Andina y asegurar su interpretación y aplicación uniforme en todos los países miembros. Su funciones comienzan el 2 de enero de 1984.

## Estructura
Este tribunal se encuentra integrado por cuatro Magistrados representantes de cada uno de los Países Miembros, estos son Bolivia, Colombia, Ecuador y Perú, con competencia territorial en dichos países y con sede permanente en la ciudad de Quito, Ecuador.

### Autoridades
Las máximas autoridades de este organismo internacional, están compuestas por:

#### Magistrados
- Magistrado Principal por la República de Colombia: Sandra Catalina Charris Rebellón - Magistrado

- Magistrado Principal por el Estado Plurinacional de Bolivia: Rogelio Mayta Mayta - Magistrado

- Magistrado Principal por la República del Ecuador: Íñigo Salvador Crespo - Magistrado - Presidente del Tribunal

- Magistrado Principal por la República del Perú: Hugo Gómez Apac - Magistrado

#### Secretario
- Secretario del Tribunal: Luis Felipe Aguilar Feijoo

#### Jefe Administrativo y Financiero
- Jefe Administrativo y Financiero: Homero Arellano Ramírez

#### Presidente
- Íñigo Salvador Crespo

## Funciones
Este órgano, cuyas competencias son aplicables en todos los países miembros, resuelve en las siguientes instancias:
- Acción de nulidad
- Acción de incumplimiento
- Interpretación prejudicial
- Recurso por omisión o inactividad
- Función arbitral y la acción laboral
- Controversia entre órganos de la Comunidad Andina, entre organismos comunitarios y personas naturales o jurídicas
- Resolución de los conflictos laborales entre los organismos comunitarios y sus empleados

Este órgano, con jurisdicción independiente, controla la legalidad de las normas comunitarias mediante la acción de nulidad; interpreta las normas que conforman el Ordenamiento Jurídico de la Comunidad Andina para asegurar la aplicación uniforme de éstas en el territorio de los Países Miembros y dirime las controversias además de resolver el Recurso por Omisión o Inactividad, la Función Arbitral y la de Jurisdicción Laboral.

## Actividad
Hasta el 31 de mayo del año 2016, el Tribunal ha resuelto 3732 Interpretaciones Prejudiciales solicitadas por las autoridades administrativas y jurisdiccionales nacionales, 123 Acciones de Incumplimiento en contra de los Países Miembros, 62 Acciones de Nulidad, 19 Procesos Laborales y 07 Recursos por Omisión o Inactividad de los Órganos Comunitarios, ubicándose como la tercera corte internacional más activa del mundo luego de la Corte Europea de Derechos Humanos y el Tribunal de Justicia de la Unión Europea.